# Karis
Karis (/kɑːrɪs/), hay Karjaa (ˈkɑrjɑː]) ở tiếng Phần Lan, là một đô thị của Phần Lan.
Đô thị này tọa lạctại tỉnh Nam Phần Lan trong vùng Uusimaa. Đô thị này có dân số 8.977 (ngày 31 tháng 12 năm 2004) với diện tích là 214,99 km² trong đó có 17,55 km² là diện tích mặt nước. Mật độ dân số là 45,47 người trên mỗi km².
Đô thị này sử dụng hai ngôn ngữ, với đa số (61%) nói tiếng Thụy Điển và thiểu số (38%) nói tiếng Phần Lan.

## Liên kết ngoài

Pumpviken, công viên ở Karis.